# OWSLA
OWSLA — музыкальный коммерческий лейбл, принадлежащий Сонни Муру, Блейзу Джэймсу и Клейтону Бла. Сонни Мур анонсировал лейбл 17 августа 2011 года. Первым релизом, выпущенным на лейбле, был альбом Портера Робинсона Spitfire.
Во время своего радиоподкаста Mothership 3 radio show, Сонни Мур рассказал, что название лейбла он взял из книги Ричарда Адамса «Обитатели Холмов» в которой «элита кроличьей армии» называлась OWSLA. В 2017 году был признан лучшим музыкальным лейблом США.

## OWSLA IV
12 декабря 2012 года, лейбл OWSLA запустил программу подписки OWSLA IV с помощью сервиса drip.fm (ранее известную, как The Nest и Nest IV). Подписка позволяет получать доступ к не вышедшим, эксклюзивным ремиксам и трекам, диджей-сетам, скидкам и приглашениям на концерты и многому другому (например: эксклюзивная прямая трансляция). Этот сервис стоит 12$ в месяц, и все члены при регистрации получают на выбор любые три вышедших релиза.

## Исполнители
- AC Slater[3]
- Alesia[4]
- Alex Metric[5]
- Alvin Risk[6]
- Anna Lunoe[7]
- Aryay[8]
- Barely Alive[9]
- Bart B More[10]
- Basecamp[11]
- Bassnectar[12]
- Birdy Nam Nam[6]
- Bixel Boys[13]
- BloodPop[14]
- Carmada[15]
- Chris Lake[16]
- Crookers[17]
- David Heartbreak[18]
- Destructo[19]
- Dillon Francis[20]
- DJ Sliink[21]
- Dog Blood[22]
- Dylan Brady[23]
- Ekali[24]
- Elohim[25]
- Etnik[26]
- Figure[27]
- From First to Last[28]
- Gesaffelstein[29]
- Getter[30]
- Ghastly[31]
- HeartsRevolution[32]
- Hundred Waters[33]
- I Am Legion[34]
- I See Monstas[35]
- Jack Beats[36]
- Jack Ü[37]
- Josh Pan[38]
- Joyryde[39]
- Kill Paris[40]
- Kill the Noise[41]
- KOAN Sound[6]
- Loudpvck[42]
- Mark Johns[43]
- Marshmello[44]
- Mija[45]
- Milo & Otis[46]
- Moody Good[47]
- Must Die![48]
- Nick Thayer[49]
- OddKidOut[50]
- pennybirdrabbit[51]
- Phonat[52]
- Phuture Doom[53]
- Point Point[54]
- Porter Robinson[6]
- Rell the Soundbender[55]
- Route 94[56]
- Rusko[57]
- Salvatore Ganacci[58]
- Seven Lions[59]
- Showtek[60]
- Sirah[61]
- Skream[62]
- Skrillex[63]
- Snails[64]
- Star Slinger[65]
- Sub Focus[57]
- TC[66]
- Teddy Killerz[67]
- Tennyson[68]
- The Juggernaut[69]
- The M Machine[70]
- Torro Torro[71]
- TroyBoi[72]
- Valentino Khan[73]
- Vindata[74]
- Virtual Riot[75]
- What So Not[76]
- Wiwek[77]
- Yogi[78]
- Zedd[6]